# Bel Air South
Bel Air South – jednostka osadnicza w Stanach Zjednoczonych, w stanie Maryland, w hrabstwie Harford.